# 清渓鎮 (韶山市)
清渓鎮（せいけいちん）は中華人民共和国湖南省韶山市の鎮。

## 行政区画
- 火車站社区
- 韶山沖社区
- 竹鶏社区
- 如意亭社区
- 清渓村
- 朝陽村
- 石山村
- 石忠村
- 花園村
- 楊佳村
- 球山村
- 獅山村
- 如意村
- 楊栄村
- 韶南村
- 厚羅村
- 梅湖村
- 石湖村
- 永義村
- 長湖村
- 東湖村
- 永泉村[4]

## 歴史
1987年は創建。2015年12月、旧・清渓鎮、如意鎮、永義郷を母体に新制「清渓鎮」として発足。 

## 経済

### 名物・特産品
- カモ
- イネ

## 地理
- 河川：韶河
- 湖沼：梅湖、花園水庫

## 教育
- 清渓鎮中学
- 韶山学校

## 施設
- 毛沢東図書館

## 交通

### 鉄道
- 韶山高鉄南站
- 韶広線

### 道路
- 省道S208
- 長韶婁高速公路

## 観光
- 龐家祠堂